# Yudjá
Els yudjá o juruna són un poble indígena del Brasil. Antigament eren la tribu principal al llarg del riu Xingu, però ara es divideixen en dos grups, un grup occidental del nord prop d'Altamira (Pará) prop del gran revolt del Xingu i un grup més conservador al Parc indígena del Xingu a la capçalera del Xingu a Mato Grosso. El grup del sud viu a dos pobles situats a prop de la desembocadura del riu Maritsauá-Mitau, a Pará, a la Terra Indígena Paquiçamba i l'Àrea Indígena do Km 17. Pesquen i conreen mandioca.

## Nom
"Yudjá" és com ells mateixos es diuen i que ara són el nom estàndard. "Juruna" és un exònim, aparentment de língua geral que significa ‘boca negra’ d'una mena de pintura facial o tatuatge que abans utilitzaven.
"Juruna" (llengües yuruna) també és el nom d'un grup d'idiomes.
Altres grafies són Iuruna, Jaruna, Yudya, Yurúna, Juruna, Yuruna, Juruhuna, Jurûna, i Geruna.

## Població i història
Les estimacions de població són: 1500: 7,000; 1842: 2,000; 1884: 200; 1896: 150; 1916: 52; 1950: 37; 2001: 278
Una vegada van ser la tribu principal al llarg dels Xingu. Es van trobar amb els portuguesos un temps després del 1615 i cap al 1750 havien abandonat el Xingu inferior. El 1686 van derrotar els portuguesos i els seus aliats kuruaya. Durant la febre del cautxú, un grup va fugir cap a prop de la ciutat de São Félix do Xingu al sud de Mato Grosso. Més tard, van treballar per a un altre baró del cautxú, equipant vaixells riu avall fins a Altamira. Quan, el 1916, van morir 22 d'aquests homes, van fugir més al sud cap al que ara és el parc indígena del Xingu. Aquí van lluitar contra els kamayurá i suyá i van ser conquerits pels suyÁ fins que els Suya van ser derrotats per un baró del cautxú portuguès des del riu avall.
El 1989 només un membre del grup del nord es va poder comunicar en juruna.

## Llengua
El yudjá o juruna pertany a la família llengües yuruna, una de les llengües tupí.